# Тальбот (лунный кратер)
Кратер Тальбот (лат. Talbot) — небольшой ударный кратер в западной части Моря Смита на видимой стороне Луны. Название присвоено в честь английского физика и химика Уильяма Тальбота (1800—1877) и утверждено Международным астрономическим союзом в 1976 г. 

## Описание кратера
Ближайшими соседями кратера Тальбот являются кратер Холдейн на северо-западе; кратер Рунге на востоке; кратер Уорнер на юго-востоке; а также кратеры Кисс и Видманштеттен на юге. Селенографические координаты центра кратера 2°28′ ю. ш. 85°18′ в. д. / 2,47° ю. ш. 85,3° в. д., диаметр 12,4 км, глубина 300 м.
Кратер имеет циркулярную форму и затоплен лавой, над поверхностью которой выступает лишь узкая вершина вала с высоким альбедо. Западная оконечность вала перекрыта маленьким кратером. Дно чаши ровное, без приметных структур.

## Сателлитные кратеры
Отсутствуют.

## См.также
- Список кратеров на Луне
- Лунный кратер
- Морфологический каталог кратеров Луны
- Планетная номенклатура
- Селенография
- Минералогия Луны
- Геология Луны
- Поздняя тяжёлая бомбардировка